# Mihovil Pavlek Miškina
Mihovil Pavlek Miškina (Gyelekóc, 1887. szeptember 24. – Jasenovaci koncentrációs tábor, 1942, június 30. Néhány történész június 6-át illetve június 21-ét tartja a halál időpontjának.) horvát író, politikus, a Horvát Parasztpárt (HSS) tagja volt.

## Élete
Mihovil Pavlek – Miškina a Kapronca melletti Gyelekócon született 1887-ben. Az általános iskola öt osztályát szülőfalujában végezte. Éles eszével kora népi értelmiségének képviselőjévé, a társadalmi igazságosság harcosává nőtte ki magát. Miškina az első világháborúban a belovári 16. gyalogezredben szolgált, mert rossz látása miatt nem küldhették ki a harctérre. A politikába aktívabban 1925-ben kapcsolódott be, amikor a ludbregi járásban induló drnjei Pavlo Dombaj helyett indult a Horvát Parasztköztársasági Párt választásán. Egy időben szülőfalujának polgármestere is volt. A politikával 1935-ben kezdett el komolyabban foglalkozni. 1935. május 5-én újra indult a választásokon, és a Kaproncai járásban 10 133 szavazatot kapott. Ezután 1938. december 11-én indult a választásokon, ekkor a Kapronca környéki névjegyzékbe vett választópolgárok 80,23%-a jelent meg, ebből 17 654-en Mačekre, 12 452-en pedig Miškinára szavaztak. Az 1935-ös és 1938-as választásokon azért nem választották be a közgyűlésbe, mert a választójogi törvény olyan volt, hogy a kormánypárti jelöltet is képviselőnek nyilvánítottak, pedig nem sok szavazatot kapott.

### Üldöztetése az NDH idején
Miškina már 1941 előtt is az usztasa emigránsok célpontja volt. 1939-ben például Martin Nemec, egy kaproncai usztasa emigráns azt mondta Miškinának, hogy ne várja meg őket, mert elbánnak vele. Az NDH kikiáltása után az usztasa-kormány tevékenysége azzal indult, hogy a helyi parasztpárti szervezetek csatlakoztak az Usztasa mozgalomhoz, Kaproncán pedig konfliktus alakult ki a párt egyes tagjai és a Parasztpárt usztasa-párti része között, amely át akarta venni a városvezetést. Miškina, Stjepan Prvčić és Tomo Čiković Zágrábba mentek, és közvetlenül a pártelnöktől, Vlado Mačektől szerettek volna további iránymutatást kapni munkájukhoz, de Zágrábban a párt belső vezetéséből senkivel sem sikerült kapcsolatba lépniük. Hazatérése után Kapronca usztasa főhatósága, amelynek élén egy Németországból hazatért usztasa állt, 1941. április 26-tól kizárólag Gyelekóc területére korlátozta a mozgását. Miškinát és társait többször bebörtönözték, majd elengedték, hogy kényszerítsék őket az usztasa mozgalomhoz való csatlakozásra. Júliusban Miškinát, Franjo és Tomo Gažit, valamint Stjepan Prvčićet, a HSS regionális szervezetének tagjait letartóztatták, és minden meghallgatás nélkül több mint egy hónapot töltöttek börtönben.
Bár néhány usztasa kiállt szabadon bocsátása mellett (1941. július 22-én Ante Pavelić usztasa vezérhez érkezett kaproncai küldöttség Andrija Betlehem főparancsnok-helyettes vezetésével), ez sem segített rajta, és kommunistapárti tevékenység vádjával ismét letartóztatták. 1942. május 9-én letartóztatták, majd másnap, május 10-én a jasenovaci koncentrációs táborba szállították.
Usztasa körökben különböző vélemények voltak Miškina ügyében. Kétségtelenül erről szól Mija Uđbinac a tábor usztasa foglyának levele, amelyet 1943. február 22-én a belovári usztasa főhadiszállásnak címeztek: „Környezetében egyesek nagyon dicsérik őt, míg mások megvetik. Leginkább Ivan Kraljić kaproncai paraszt szidja, aki Miškina előtt Radić helyettese volt. De Kraljićnál észrevehető, hogy a nép közül nem áll mögötte senki. Mindazok, akik Kraljić befolyása alatt állnak, hasonlóan szidják őt. Mások dicsérik Miškinát. Az igazság valószínűleg valahol a középen van. Miškina nem kommunista, de ha arról van szó, hogy a horvátoknak kit kell jobban szeretniük: a németeket vagy az oroszokat, az oroszokat választja... A legerősebb diktatúra idején az usztasa mozgalmat támogatta, harcra készítve fel a népet. Ismétlem a véleményemet, hogy Miškina Jasenovacot nem érdemelte meg.”

### Halála
Egyelőre nem tudni biztosan, hogy Miškinát pontosan hol ölték meg, a jasenovaci koncentrációs táborban vagy az ógradiskai táborban, ölték meg az usztasák.
Miškina meggyilkolásának hivatalos helye a jasenovaci tábor, a dátum valószínűleg 1942. június 6. Davor Kovačić történész azonban azt állítja kutatásai alapján, hogy Miškina volt az egyik leghíresebb ógradiskán raboskodó személy, és azt állítja, hogy ott ölték meg. Elmondása szerint „Šime Klaić volt tábori fogvatartott úgy tudja, hogy Miškinát Nikola Gagro és Dinko Šakić ölte meg 1942. július 5-én, vagy 10-én Ógradiskában, és ezt meg is erősíti, hogy mint mondta, néhány usztasa ezzel kérkedett. Klaić azt is elmondta, hogy a táborlakók az usztasák számára „céllövölde”, mert úgy ölhetik meg őket, ahogy akarják, anélkül, hogy bárkinek el kellene számolni velük.” És elmond egy másik részletet is: „A túlélő fogvatartottak egy része még ma is azt állítja, hogy hallottak arról, hogy Miškinát a szarajevói festővel, Daniel Ozmóval együtt ölték meg Jasenovacon.”

## Irodalmi munkássága
Miškina a horvátországi paraszti írók csoportjának vezetője, a paraszti irodalmi gondolkodásmód elindítója volt. Már érett férfiként kezdett írni. Írt verseket, karcolatokat, novellákat, cikkeket, brossurákat. Különféle naplókban, hetilapokban, folyóiratokban, kalendáriumokban publikált (Božićnica, Dom, Evolucija, Hrvatska Revija, Hrvatsko selo, Napredak, Napredak karácsonyi/húsvéti könyve, Narodno kolo, Razgovor, Republika, Savremenik, Seljačka versvjeta, Seljačka Sloga Slobodni dom, Varaždinske novosti és mások).
Vidéki témájú prózájában tiltakozását fejezte ki a társadalmi igazságtalanság ellen. Versei többnyire retorikaiak és helyénvalóak, erős realizmus nélkül, de társadalmi gondolatokkal. Šime Vučetić rámutat arra, hogy Pavlek kaj versei (amelyek ciklusként először jelentek meg együtt, az Öt évszázad horvát irodalom 115. kötetében) a legjobbjai írói és költői munkásságának. Ifjúkori életét és irodalmi munkásságának kezdetét ismertette röviden a „Zbornik hrvatskih seljaka” című kiadványban.
Pavlek első irodalmi kompozíciója a „Nekrológ” volt, melyet Antun Radić emlékének szentelt. Miškina ezt álnévvel írta alá, attól tartva, hogy valaki kigúnyolja az írás miatt. Ezen a néven vált népszerűvé és ismertté Horvátországban és külföldön egyaránt. Zvonimir Kulundžić író írt róla egy könyvet, a Miškinát, amelynek alcíme keresztmetszet a horvát vidék valóságáról Khuen-Hédervárytól a Poglavnikig.

## Művei
- Za svojom zvijezdom, Seljačka sloga, Zagreb, 1926
- Trakavica, Binoza, Zagreb, 1935
- Dva naša najveća pokojnika, Braća Loborec, Koprivnica, 1936
- Seljaštvo se zaštićuje samo, i to u seljačkoj slozi duhovno, u Gospodarskoj slozi materijalno, 1936
- Početak hrvatskog seljačkog pokreta, Dom Stjepana Radića, Zagreb, 1936
- Krik sela, Tisak Zaklade tiskare Narodnih novina, Zagreb, 1937
- Narod i inteligencija, Mala biblioteka "Seljačke mladice", Konzorcij Seljačke Matice, Zagreb, 1937
- Zašto hrvatski seljak nije komunist, Hrvatski tiskarski zavod, Zagreb, 1938. (rpr., Ogranak Matice hrvatske, Koprivnica, 1992)
- Gopcu, letak, 1938
- Stara i nova gospoda, Loborec, Koprivnica, 1939
- Sabrana književna djela, ur. Zvonimir Kulundžić, Ogranak Matice hrvatske, Koprivnica, 1968
  - Knjiga I, Proza I (Umjesto predgovora; Antimilitaristički motivi; Ezopovski motivi; Crtice i zapisi; Bilješke)
  - Knjiga II, Proza II (Socijalni motivi; Bilješke)
  - Knjiga III, Poezija; Dodatak: razni prilozi (Dah sela; Za domovinu i pravicu; Sam sa sobom; Mrtvoj drugarici; Mali radosni odjeci; Fragmenti igrokaza; Autobiografski zapisi; Pisma i intervjui)
- Izabrana djela / Mihovil Pavlek Miškina, Ive Čaće, Stevan Galogaža, Zlatko Gorjan, Jakov Sekulić, Stjepan Pulišelić, prir. Šime Vučetić, Pet stoljeća hrvatske književnosti, knj. 115, Nakladni zavod Matice hrvatske, Zagreb, 1985
- Miškinina čitanka: u povodu stote obljetnice rođenja Mihovila Pavleka Miškine, ur. Božena Loborec, Muzej grada Koprivnice, Koprivnica, 1987

### Elbeszélések és dalok
- A Trakavica-gyűjteményt 1946-ban a zágrábi "Seljačka sloga" kiadó jelentette meg Franjo Gaži előszavával, és a szerző Mirko Virius alkotta portréjával. A gyűjtemény ezeket a novellákat tartalmazza (ábécé sorrendben): "Bez naslova", "Dvije smrti", "Godišnji sajam", "Granje", "Guske", "Kad netko treba radnika", "Kako sam počeo pisati", "Krt", "Naprijed", "Naša stara kobila", "Potkova", "Trakavica", "U jesen", "Zemlja", "Ždrijebe".
- Az Öt évszázad horvát irodalma című kiadvány 115. kötetében a "Za svoj zvijezdom" című gyűjtemény novelláiból válogattak: "A djeca?", "Dva Božića na fronti", "Husar", "Na straži", "U brizi za budućnost", "U samici", "Zapisi iščeznuloga", "Za svojom zvijezdom".
- Néhány dalának címe: "Cuzeku", "Gobcu", "Orjem", "Pramaletje", "Proletje", "Sanje", "Sonce", "Rožici", "Vehneju...", "Vi", "I mi smo ljudi..."

## Fordítás
Ez a szócikk részben vagy egészben  a   Mihovil Pavlek Miškina című horvát Wikipédia-szócikk ezen változatának fordításán alapul.  Az eredeti cikk szerkesztőit annak laptörténete sorolja fel. Ez a jelzés csupán a megfogalmazás eredetét és a szerzői jogokat jelzi, nem szolgál a cikkben szereplő információk forrásmegjelöléseként.